# Фэрмонт (город, Миннесота)
Фэрмонт (англ. Fairmont) — город в округе Мартин, штат Миннесота, США. На площади 42,8 км² (37,7 км² — суша, 5,1 км² — вода), согласно переписи 2002 года, проживают 10 889 человек. Плотность населения составляет 288,6 чел./км².
- Телефонный код города — 507
- Почтовый индекс — 56031
- FIPS-код города — 27-20330[1]
- GNIS-идентификатор — 0643501[2]